# Carl-Axel Christiernsson

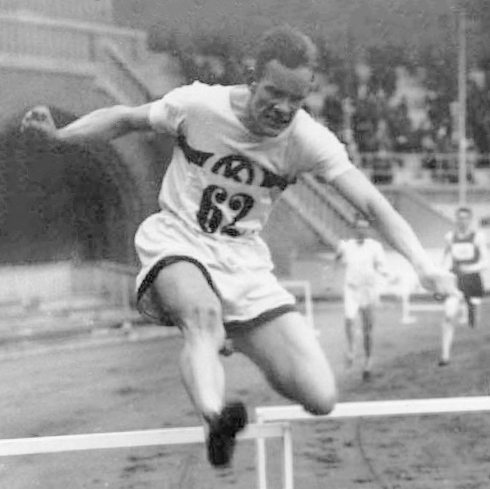
Carl-Axel Christiernsson

Carl-Axel Christiernsson (* 7. Januar 1898 in Stockholm; † 27. Oktober 1969 ebd.) war ein schwedischer Hürdenläufer.
Bei den Olympischen Spielen wurde er 1920 in Antwerpen Sechster über 110 m Hürden und Fünfter über 400 m Hürden. 1924 in Antwerpen kam er über 110 m Hürden auf den vierten Platz.
Dreimal wurde er Schwedischer Meister über 110 m Hürden (1920–1922) und viermal über 400 m Hürden (1920–1922, 1924). 1921 wurde er Englischer Meister über 440 Yards Hürden.

## Persönliche Bestzeiten
- 110 m Hürden: 14,9 s, 11. August 1926, Halmstad
- 400 m Hürden: 54,9 s, 21. September 1922, Stockholm